# Romanian Music Awards 2014
Romanian Music Awards 2014 a fost ediția cu numărul 13 a Premiilor Muzicale ale Industriei Românești și a avut loc pe 12 septembrie în Piața Sfatului din Brașov, evenimentul fiind organizat de Music Channel. 

## Nominalizări și câștigători
| Best Album | Best Dance |
| --- | --- |
| - Smiley – "Acasă" - Akcent – "Around The World" - CRBL – "Ce-avem noi aici?!" - Inna – "Party Never Ends" - Ștefan Bănică Jr. – "Love Songs"                                                                         | - Fly Project – "Toca Toca" - DJ Sava ft Raluka & Connect-R – "Aroma" - Matteo – "Andale" - Mossano ft Ami – "I Promise You" - Oana Radu ft Dr Mako & Eli – "Tu"                               |
| Best Female | Best Group |
| - Antonia ft Puya – "Hurricane" - Anda Adam – "Dacă ar fi" - Andra – "Atâta timp cât mă iubești" - Andreea Bănică ft Shift – "Rupem Boxele" - Delia ft Uddi – "Ipotecat"                                              | - 3 Sud Est – "Emoții" - Holograf ft Antonia – "Întoarce-te acasă" - Maxim – "Sărutări Criminale" - Voltaj – "Meci de box" - Vunk ft Andra – "Numai la doi"                                    |
| Best Hip Hop | Best Live |
| - Grasu XXL ft Ami – "Deja vu" - Cabron ft Smiley & Guess Who – "Dă-o tare" - Maximilian ft Grasu XXL – "Zbor cu parapanta" - Puya ft Inna – "Strigă" - Shift ft Vizi – "După ani și ani"                             | - Voltaj - Andra - Loredana - Smiley - Vunk |
| Best Male | Best New Act |
| - Alex Velea – "Din Vina Ta" - Cabron ft Smiley & Guess Who – "Dă-o tare" - Marius Moga – "Pe barba mea" - Smiley – "Acasă" - What's UP – "Taxi"                                                                      | - Lidia Buble ft Adi Sînă – "Noi Simtim La Fel" - Maxim – "Sărutări Criminale" - Oana Radu ft Dr Mako & Eli – "Tu" - Rashid ft Gabriel Cotabiță – "Domnișoară" - Uddi & Jo – "Lasă-mă pe mine" |
| Best Pop | Best Rock |
| - Adda – "Îți arăt că pot" - Alex Velea – "Din Vina Ta" - Andra ft Marius Moga – "Atâta timp cât mă iubești" - Smiley – "Acasă" - What's UP – "Taxi"                                                                  | - Vunk ft Andra – "Numai La Doi" - Direcția 5 – "Hello" - Holograf ft Antonia – "Întoarce-te acasă" - Vama ft Guess Who – "Zile Fericite" - Voltaj – "Meci de Box"                             |
| Best Song | Best Video |
| - What's UP – "Taxi" - Andra ft Marius Moga – "Atâta timp cât mă iubești" - Delia ft Uddi – "Ipotecat" - Maxim – "Sărutări Criminale" - Smiley – "Acasă"                                                              | - Cabron ft Voltaj – "Vocea Ta" - Alex Velea – "Din Vina Ta" - Elena Gheorghe ft JJ – "Până Dimineața" - Inna ft J Balvin – "Cola Song" - Smiley – "Acasă"                                     |
| Best DJ | Best Social Media |
| - Dj Sava ft Raluka & Connect-R – "Aroma" - Liviu Hodor ft Mona – "Unde-i dragostea" - Mossano ft Ami – "I Promise You" - Narcotic Sound ft Christian D – "Labirint de sentimente" - Radio Killer – "Kill The Lights" | - Antonia - Akcent by Adi Sina - Andreea Bănică - Inna - Smiley |
| Best Producer | Lifetime Award |
| - Laurențiu Duță | - Trupa Pact |
| Balkanika Award – Cel mai cunoscut artist din Balcani | Radio Itsy Bitsy Award – Cel mai îndrăgit artist printre copii |
| - Adrian Sînă | - Smiley |
| Strongest Message | Border Breaker |
| - Mellina feat. Vescan – "Poza de Album" | - Fly Project |

## Artiști cu multiple nominalizări
- Smiley  – 7
- Andra  – 4
- Alex Velea  – 3
- Cabron  – 3
- Inna  – 3
- Maxim  – 3
- Voltaj  – 3
- Vunk  – 3
- What's UP  – 3
- Akcent  – 2
- Andreea Bănică  – 2
- Antonia  – 2
- Delia  – 2
- DJ Sava  – 2
- Holograf  – 2
- Oana Radu  – 2

## Artiști cu multiple premii
- Antonia  – 2
- Fly Project  – 2
- Smiley  – 2